# Эль-Латамна
Эль-Латамна (араб. اللطامنة‎) — поселение в северной части Сирии, административно входит в состав мухафазы Хама.

## География
Эль-Латамна расположена в 39 км от города Хамы. Несколько близлежащих населённых пунктов включают в себя Карназ на северо-западе, Мурек на северо-востоке, Суран на востоке, Тайбет-эль-Имам на юго-востоке и другие.

## История
Эль-Латамна была заселена в каменном веке, это подтвердила команда учёных из арабского мира, США, Франции и Нидерландов. Несколько артефактов были обнаружены в ходе раскопок в 1965 году.

### Османская эпоха
Когда швейцарский путешественник Иоганн Людвиг Буркхардт посетил регион в начале XIX века, Эль-Латамна была основной деревней в санджаке Хама. В 1829 году площадь деревни составляла 84 фаддана. Эль-Латамна платила налог 8250 курушей и имела самый высокий показатель дохода в регионе. В 1838 году основное население составляли мусульмане-сунниты. К концу Египетского хедивата, в 1840 году налог составлял 700 курушей.

### Гражданская война в Сирии
9 марта 2012 года сирийские СМИ сообщили о похищении мэра Эль-Латамны антиправительственными боевиками. Также ранее, 30 сентября 2011 года угонялся его автомобиль. 7 апреля 2012 наблюдатели из ООН сообщили об обстреле Эль-Латамны правительственными войсками за несколько дней до установления перемирия. Число смертей колебалось от 24 до 27 человек, местные активисты сообщили, что обстрел был частью попытки сил безопасности вернуть город после двухдневных столкновений с дезертирами из Сирийских арабских ВС. 12 сентябре 2012 года новостное агентство Аль-Джазира сообщило об обстреле поселения, контролируемом сирийской оппозицией, в ходе которого погибла девочка и ещё о смерти и ранении десятков человек.
В ходе наступления сирийской оппозиции на Хаму в середине декабря 2012 года Эль-Латамна была захвачена.
23 августа 2019 года Сирийская арабская армия, после окружения террористов на севере провинции Хама, освободила Эль-Латамну.

## Население
Центральное бюро статистики Сирии оценивает население в 16 267 человек в 2004 году. Это делает Эль-Латамну вторым населённым пунктом в нахие Кафр-Зита. Жители в основном мусульмане-сунниты.
В окрестностях Эль-Латамны имеются пещеры, многие использовались в качестве домов для жителей. В настоящее время жители живут в современном жилье, однако, несколько семей продолжает использовать пещеры.